# Sylvia (planetoïde)
(87) Sylvia is een grote planetoïde met een omloopbaan tussen die van de planeten Mars en Jupiter, in het buitenste deel van de hoofdplanetoïdengordel. Sylvia heeft een gemiddelde diameter van ongeveer 286 km en voltooit in 6,49 jaar een omloop rond de zon in een licht ellipsvormige baan die bijna 11° helt ten opzichte van de ecliptica. Tijdens een omloop varieert de afstand tot de zon tussen de 3,152 en 3,807 astronomische eenheden. Sylvia is de eerste planetoïde waarbij er meer dan één maan gevonden werd.

## Ontdekking en naam
Sylvia werd ontdekt op 16 mei 1866 door de Engelse sterrenkundige Norman Robert Pogson in Madras (tegenwoordig Chennai), in Brits-Indië. Pogson ontdekte tussen 1856 en 1885 in totaal acht planetoïden.
Sylvia is genoemd naar de vestaalse maagd Rhea Silvia, in de Romeinse mythologie de moeder van Romulus en Remus, de stichters van de stad Rome.

## Eigenschappen

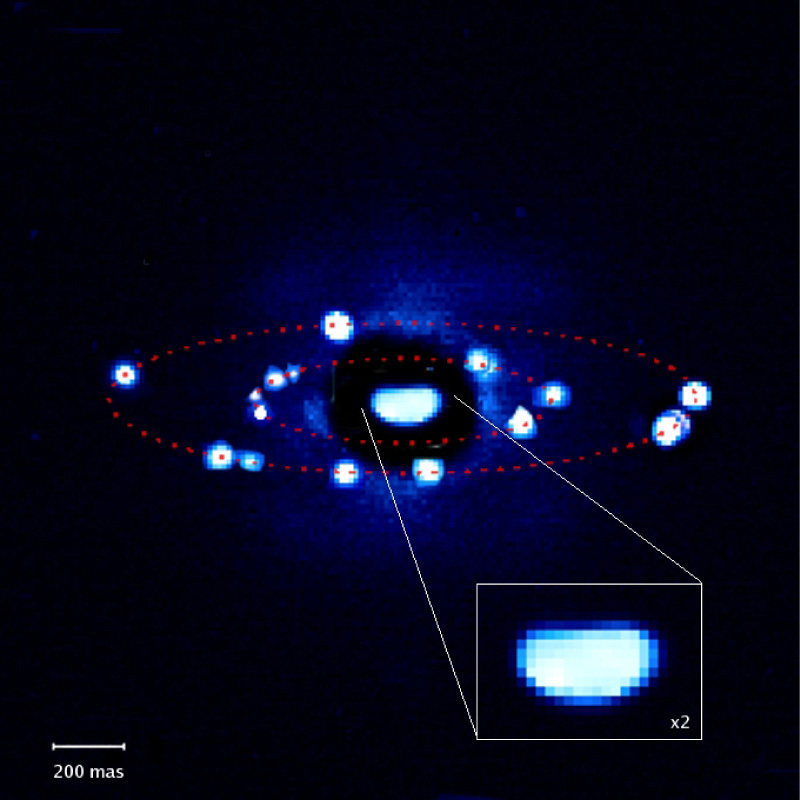
Compositie van meerdere afbeeldingen van Sylvia en haar twee manen, zodat de manen meerdere keren te zien zijn.

Sylvia heeft een langgerekte vorm met een lange as van ongeveer 385 km en een korte as van ongeveer 230 km. Ze wordt door spectraalanalyse bij het X- of P-type planetoïde ingedeeld. Ze heeft een zeer donker oppervlak en een zeer lage dichtheid, wat waarschijnlijk betekent dat het een rubble pile is.
Sylvia roteert in iets meer dan 5 uur om haar korte as. De rotatie-as is gericht naar de ecliptische coördinaten (β, λ) = (+62.6°, 72.4°), met een onzekerheid van 0,5°. Dit betekent dat de Axiale helling ongeveer 29,1° is.

## Manen
Sylvia heeft twee manen, die Romulus en Remus genoemd zijn, naar de twee zonen van Rhea Silvia die te vondeling werden gelegd en de stad Rome stichtten. Romulus, de buitenste van de twee manen, werd ontdekt op 18 februari 2001. Deze maan is ongeveer 18 km groot en draait in 3,6496 dagen om Sylvia. De gemiddelde afstand tot Sylvia is ongeveer 1356 km. Remus werd ontdekt op 9 augustus 2004 en is rond de 7 km groot. De gemiddelde afstand tussen Remus en Sylvia is rond de 710 km. Remus voltooit elke 1,3788 dagen een omloop.
| Naam    | Massa (kg) | Diameter (km) | Semi-major axis (km) | periode (dagen) | Excentriciteit |
| ------- | ---------- | ------------- | -------------------- | --------------- | -------------- |
| Remus   | 7,3×1014   | 18            | 706,5                | 1,37            | 0,027          |
| Romulus | 9,3×1014   | 7             | 1357                 | 3,65            | 0,006          |

### Hemel
Vanaf het oppervlak van 87 Sylvia zouden Romulus en Remus ongeveer dezelfde grootte hebben. Romulus zou een schijnbare diameter van ongeveer 0,89°, iets groter dan Remus (die dichterbij staat maar wel kleiner is) met een schijnbare diameter van ongeveer 0,78°. Aangezien 87 Sylvia niet helemaal bolvormig is, kunnen deze waarden variëren met iets meer dan 10%, afhankelijk van waar de waarnemer zich op het oppervlak bevindt. Aangezien de twee asteroïdemanen in hetzelfde baanvlak lijken te bewegen zullen ze elkaar elke 2,2 dagen bedekken.